# Centro de Innovación e Integración de Tecnología Avanzadas Veracruz
Centro de Innovación e Integración de Tecnología Avanzadas CIITA Veracruz es una institución académica del Instituto Politécnico Nacional (IPN), ubicada en Veracruz que busca vincular e implementar tecnología desarrollada en ese instituto con los sectores público, privado y productivo, mediante esquemas de desarrollo tecnológico

## Historia
A inicios del año 2020, el IPN creó el Centro de Innovación e Integración de Tecnologías Avanzadas, para implementar ecosistemas de innovación regional que permitan integrar industria, gobierno y academia, así como apoyar emprendedores. 
Anteriormente se conocía como Clúster Politécnico Veracruz, en febrero de 2020 cambia al nombre actual incluyendo el diseño de los Programas Legado y Programas Estratégicos, establecidos como ejes que realizan acciones con el fin de beneficiar a la región y contribuir al desarrollo. 

## HUB de Innovación Agroindustrial
Inaugurado el 17 de febrero de 2023 integra la transferencia de tecnología e innovación en la generación de proyectos productivos agrícolas. Impulsando el desarrollo agroindustrial en Veracruz a través de transferencia e innovación de tecnologías; plantas piloto para el mejoramiento genético de semillas; generación de plantas certificadas; agricultura protegida para aumentar y mejorar el proceso de producción y de transformación de productos para los sectores agrícola, pecuario, alimentario y de servicios; así como la creación de canales de comercialización, capacitación empresarial y vinculación con los mercados locales, nacionales y extranjero.
Para cumplir con estos objetivos, el CIITA Veracruz cuenta con tres plantas piloto y dos laboratorios.

### Planta Productiva Empaque y Embalaje
Permite fortalecer y complementar la vinculación con el sector agroindustrial a través de la clasificación de productos, tales como: mango, aguacate, limón, naranja y tomate, mediante la detección de características y variables que son modificadas con relación a las necesidades del sector productivo. 

### Planta Productiva de Procesamiento y Transformación
Impulsa la transferencia de tecnología y conocimiento, colaborando con el desarrollo de productos y ofreciendo servicios de deshidratado de cáscara de naranja, tomate, pimienta, vainilla, hojas de maíz y tomate, reduciendo los tiempos de la producción y aumentando la calidad.

### Planta Productiva Agricultura Protegida
Complementa la vinculación con el sector productivo a través del desarrollo fenológico de plantas en ambientes controlados en tres diferentes tipos de invernaderos (tecnificado, semi-tecnificado y rústico/malla sombra), destinados al cultivo de plantas endémicas. 

### Laboratorio de Innovación
Realiza la construcción de prototipos en Impresión 3D, diseño y maquilado de piezas mediante el control numérico computarizado, además de la captura de imágenes georreferenciadas que tienen como objetivo realizar un diagnóstico que detecte problemas en el territorio. 

### Laboratorio de Biotecnología Verde
Desarrolla proyectos de investigación en beneficio del sector agroindustrial, a través de la conservación de especies, ecosistemas a través del banco de germosplama y micropropagación in vitro. Gracias a éstos se puede detectar problemas nutricionales en sustratos mediante el estudio del suelo y poder implementar planes para el manejo de cultivos.

## Polivirtual
Polivirtual es el sistema del IPN mediante el cual ofrece estudios de nivel medio superior, superior y posgrado, en modalidades distintas y flexibles con apoyo de las tecnologías. En el CIITA Veracruz se imparten:

### Nivel Medio Superior
- Técnico en Administración
- Técnico en Administración de Recursos Humanos
- Técnico en Comercio Internacional
- Técnico en Computación
- Técnico en Construcción
- Técnico en Desarrollo de Software
- Técnico en Diagnóstico y Mejoramiento Ambiental
- Técnico en Diseño Gráfico Digital
- Técnico en Informática
- Técnico en Mercadotecnia
- Técnico en Nutrición Humana
- Técnico en Químico Farmacéutico
- Técnico en Sistemas Computacionales
- Técnico en Soldadura Industrial
- Técnico en Telecomunicaciones

### Nivel Superior
- Licenciatura en Administración y Desarrollo Empresarial
- Licenciatura en Archivonomía
- Licenciatura en Biblioteconomía
- Contador Público
- Licenciatura en Comercio Internacional
- Licenciatura en Negocios Internacionales
- Licenciatura en Relaciones Comerciales
- Licenciatura en Turismo
- Licenciatura en Contaduría y Finanzas Públicas[7][8]

## Centro de Nodo de Impulso a la Economía Social Solidaria (NODESS)
El Centro de Innovación e Integración de Tecnologías Avanzadas Veracruz es un Centro de Nodo de Impulso a la Economía Social Solidaria (NODESS), una alianza entre el Ayuntamiento de Papantla de Olarte, la Secretaría de Economía Municipal Tuxtla Gutiérrez, productores y artesanos del norte de Veracruz y CANACINTRA Poza Rica para promover la formación y el acompañamiento de cooperativas para su inclusión productiva y financiera, a través de procedimientos de innovación y el desarrollo tecnológico.